# Platyoides pusillus
Platyoides pusillus är en spindelart som beskrevs av Pocock 1898. Platyoides pusillus ingår i släktet Platyoides och familjen Trochanteriidae. Inga underarter finns listade i Catalogue of Life.